# طبل بانگو
بانگو (به اسپانیایی: bongó) یک ساز کوبه‌ای آفریقایی-کوبایی متشکل از یک جفت طبل با اندازه‌های متفاوت است. در اسپانیایی به طبل بزرگتر hembra (زن) و طبل کوچکتر macho (مرد) گفته می‌شود. بانگو از پراستفاده‌ترین طبل‌های کوبایی است که با دست (به جای چوبک)نواخته می‌شود. بانگو معمولاً در ژانرهایی مانند سان کوبایی، سالسا و جاز آفریقایی-کوبایی به کار می‌رود.